# Santa Apolonia
Santa Apolonia é uma cidade da Guatemala do departamento de Chimaltenango.